# Espace vert au Touquet-Paris-Plage
Espace vert au Touquet-Paris-Plage répertorie, outre la forêt et son histoire, les jardins, parcs et squares du territoire du Touquet-Paris-Plage, commune française située dans le département du Pas-de-Calais en région Hauts-de-France.

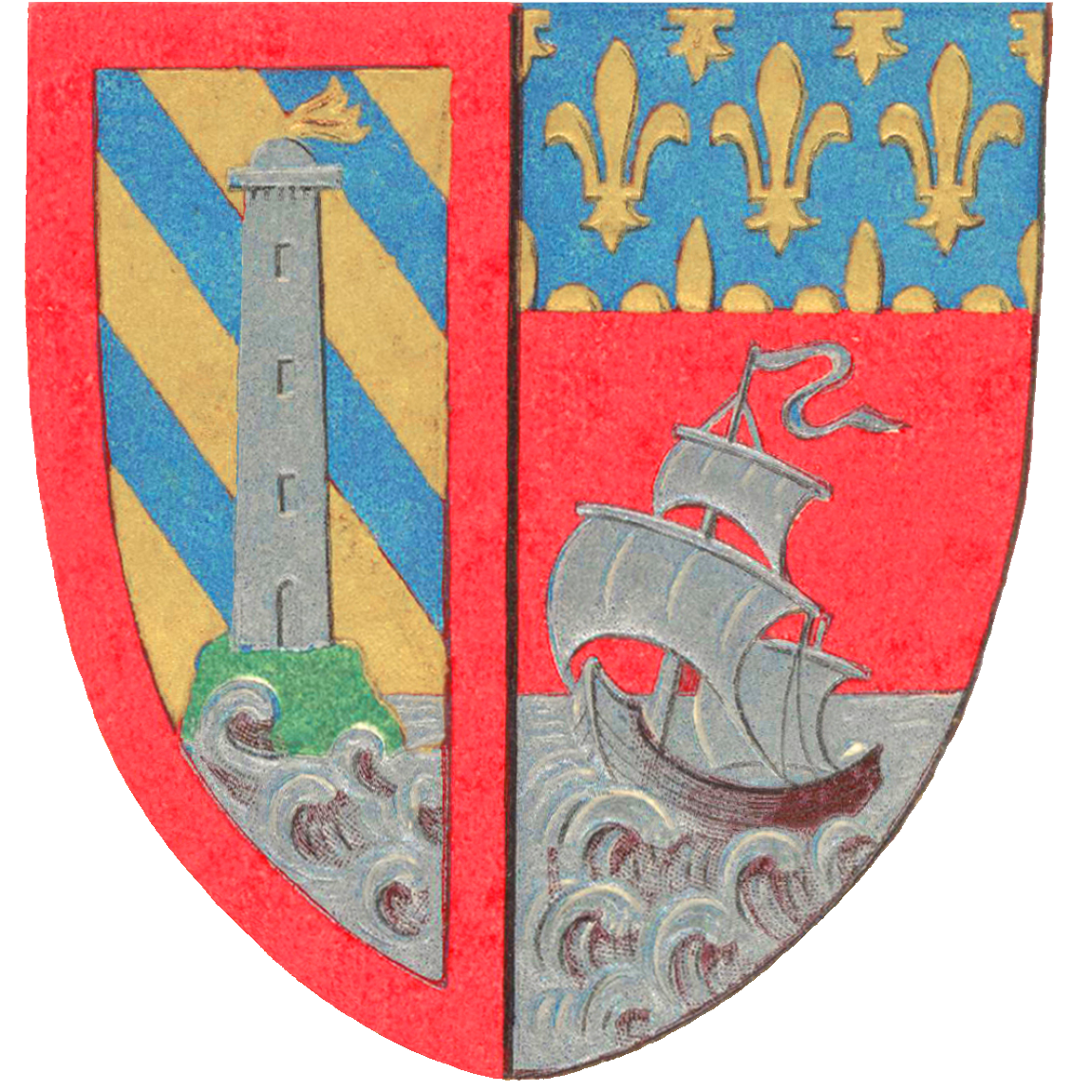
Blason du Touquet-Paris-Plage.

## Forêt du Touquet-Paris-Plage
Le 25 avril 1837, Alphonse Daloz, notaire parisien, achète le domaine du Touquet, soit 1 600 hectares pour 150 000 francs de l'époque.
À partir de 1855, MM. Daloz et Rigaud (son beau-frère), sur 800 hectares de garennes dunaires dans les bas-champs picards, après avoir étudié, sur place, les résultats admirables que l'État avait obtenu dans les landes de Gascogne, décident de les transformer en forêt.
Afin de fixer irrévocablement les dunes élevées, ils les plantent d'oyats, et en même temps, sèment, entre deux, de la graine de pin maritime. Ensuite ils s'attaquent aux fonds, qui se situent entre les dunes, en procédant de même. Pendant trois ans les efforts furent incessants, et il n'y a pas assez de toute la population de Trépied (hameau de Cucq)  et de Cucq pour accomplir cette œuvre gigantesque. Les premiers résultats sont satisfaisants.
Alphonse Daloz continue seul son œuvre avec ténacité, après le partage définitif du domaine avec M. Rigaud, en traversant des épreuves difficiles, soit un hiver rigoureux qui gèle les jeunes plants, soit les lapins qui, mourant de faim l'hiver, s'attaquent aux jeunes pousses. Certaines plaines sont ensemencées jusqu'à sept ou huit fois. Il est estimé, par Édouard Lévêque et les différents régisseurs de l'époque, qu'il a été dépensé dix fois autant que le total investi pour l'achat du domaine.
En 1864, la forêt présente déjà des parties agréablement boisées. À partir de ce moment, diverses essences sont essayés, telles que le Caroline et le blanc de Hollande, avec succès. À partir de cette époque, le développement est poursuivi sur la plus vaste échelle. Les parties les plus extrêmes du domaine sont entreprises, et en divers endroits du domaine, sont élevés des maisons de garde, notamment à l'entrée de la propriété près de la Canche, puis à peu de distance du château sur le chemin d'Étaples, et enfin dans la grande plaine de Cucq.
Mais le pin maritime, en se développant, donne à la forêt un aspect un peu sévère, voire lugubre, et Daloz commence à varier les essences d'arbres. Cela n'aurait pas été possible dans le début, car, sans abri, les feuillages tendres n'auraient jamais pu résister aux vents de mer. On plante alors entre deux, des peupliers blancs, des blancs de hollande et des aulnes et le succès est à la hauteur des espérances.
En 1875, la forêt est déjà superbe, et M. de La Tréhonnais, agronome, est surpris de découvrir plusieurs essences comme, le chêne, le peuplier, le tremble, le saule, l'aulne, le bouleau, l'orme, le frêne, le sapin du Nord, le tamaris, le troène, le sureau et jusqu'au merisier.
Alphonse Daloz tenait tellement à sa forêt, qu'il appelait les arbres « ses enfants » et il s'est toujours refusé d'en faire abattre.
La forêt du Touquet va stabiliser les dunes et donner à la commune une magnifique parure. Ces 800 hectares sont toujours couverts en 2019 par cette véritable forêt.
Aujourd'hui, une partie de la forêt du Touquet-Paris-Plage, 210,94 hectares, est inscrite à l'inventaire des zones naturelles d'intérêt écologique, faunistique et floristique (ZNIEFF)  de type I, en raison de son caractère remarquable. En commentaire général de ce rapport, on peut lire, d'une part, que « la forêt du Touquet, qui couvrait près de 1 000 hectares dans les dunes à la fin du XIXe siècle, a perdu depuis près des 2⁄3 de sa surface au profit du développement de l'urbanisme et des loisirs (golf). Une grande partie se trouve aujourd'hui réduite à d'étroites bandes boisées qui séparent les quartiers résidentiels de la ville » et que d'autre part que « la principale menace qui pèse sur la forêt est la reprise récente de la construction : la densification du bâti autour du mitage résidentiel entamé il y a quelques décennies risque de fractionner le site en petites unités déconnectées et menace directement des stations d'espèces patrimoniales ».

## Plantations, arbres et fleurs

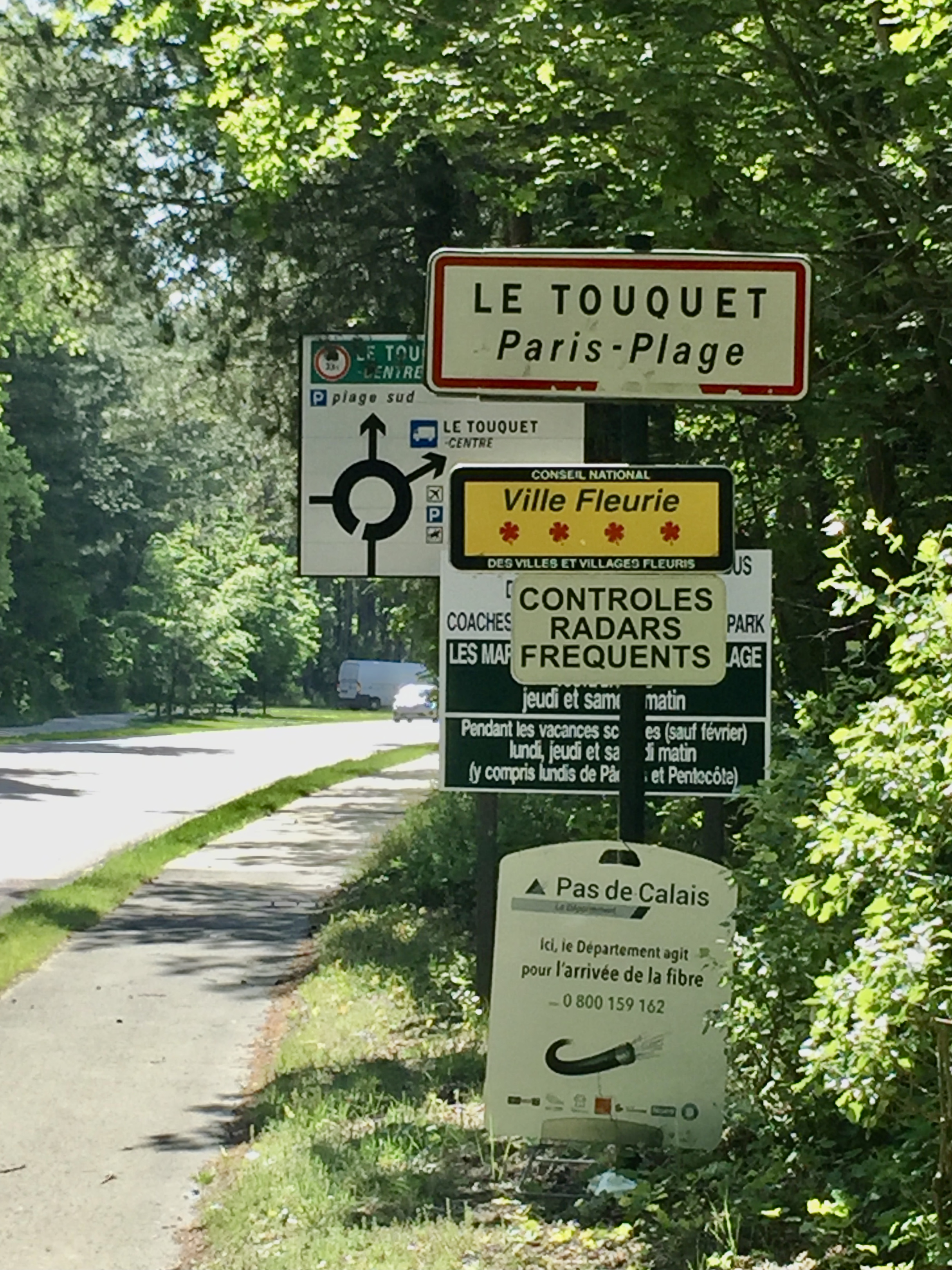

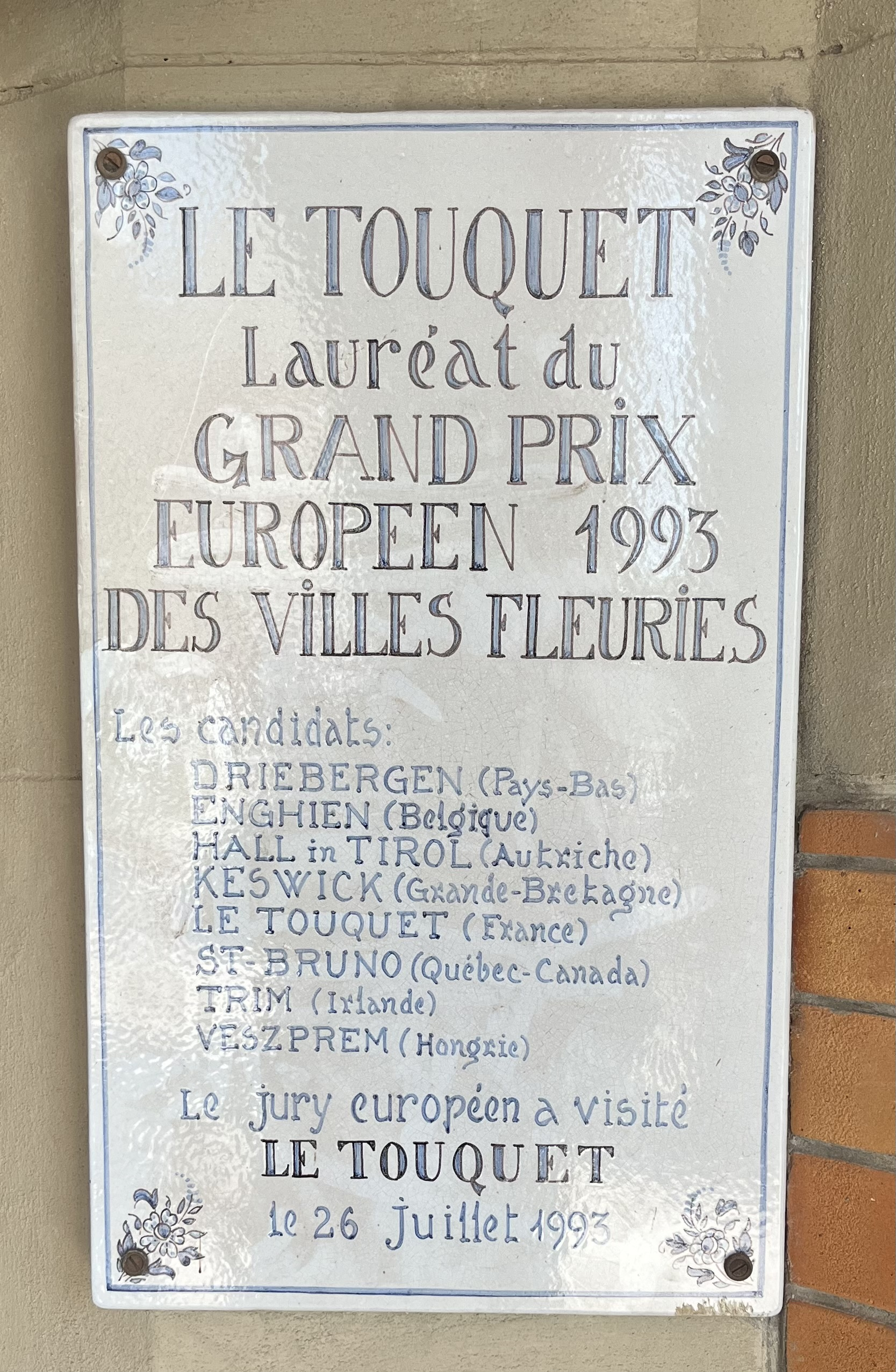
Plaque apposée sur l'hôtel de ville.

Le Touquet-Paris-Plage bénéficie du label « ville fleurie » avec quatre fleurs attribuées depuis 1992 par le Conseil national des villes et villages fleuris de France au concours des villes et villages fleuris. Cette instance a par ailleurs décerné le grand prix national à la commune (palmarès 2006) et le prix national de l'arbre en 2007.
En 2022, la commune se voit décerner le label « jardin remarquable » par le ministère de la Culture, pour ses neuf jardins et parcs publics,.
La ville a également été sélectionnée, en 1992, pour représenter la France au concours européen de 1993 des villes et villages fleuries. Tous les services de la ville, soit cent vingt personnes, avaient à cœur de réussir ce challenge. Le jury européen du concours, reçu par Léonce Deprez, fait sa visite en juillet. À Dublin, où les résultats sont proclamés, la ville du Touquet-Paris-Plage se voit attribuer le premier prix avec médaille d'or, en présence de nos représentants touquettois, Mme Favre-Gilly, MM. Guy Blais et Guy Grujon.
Les espaces verts touquettois sont constitués de 26 hectares de parcs, squares et jardins, 15 hectares d'espaces gazonnés le long des rues, dix hectares de jardins de bâtiments publics communaux, 58 hectares de terrains de sport, deux hectares de jardins du souvenir et 3 000 arbres d'alignement. Depuis la fin des années 2000, ces espaces verts sont développés, notamment en améliorant la végétalisation du front de mer : remplacement des zones minérales par des zones végétales.
« 5 arbres pour l'an 3000 », plantations du 7 avril 2000 dans les jardins du casino de la Forêt. Ce projet de l'an 2000 conçu par Aline Lecœur, paysagiste, propose de rendre hommage aux arbres, patrimoine fédérateur de la ville. De façon symbolique, cinq arbres qui pourront vivre 1 000 ans ont été plantés. Ces arbres originaires des cinq continents incarnent l'entente entre les peuples, pour l'Afrique, le cèdre de l'Atlas, pour l'Amérique, le pin des montagnes rocheuses, pour l'Asie, le Ginkgo biloba, pour l'Europe, l'if et enfin pour l'Océanie, le hêtre austral. La plantation a été réalisée par les enfants et adolescents des cinq écoles du Touquet-Paris-Plage.

## Promenades nature entre terre et mer

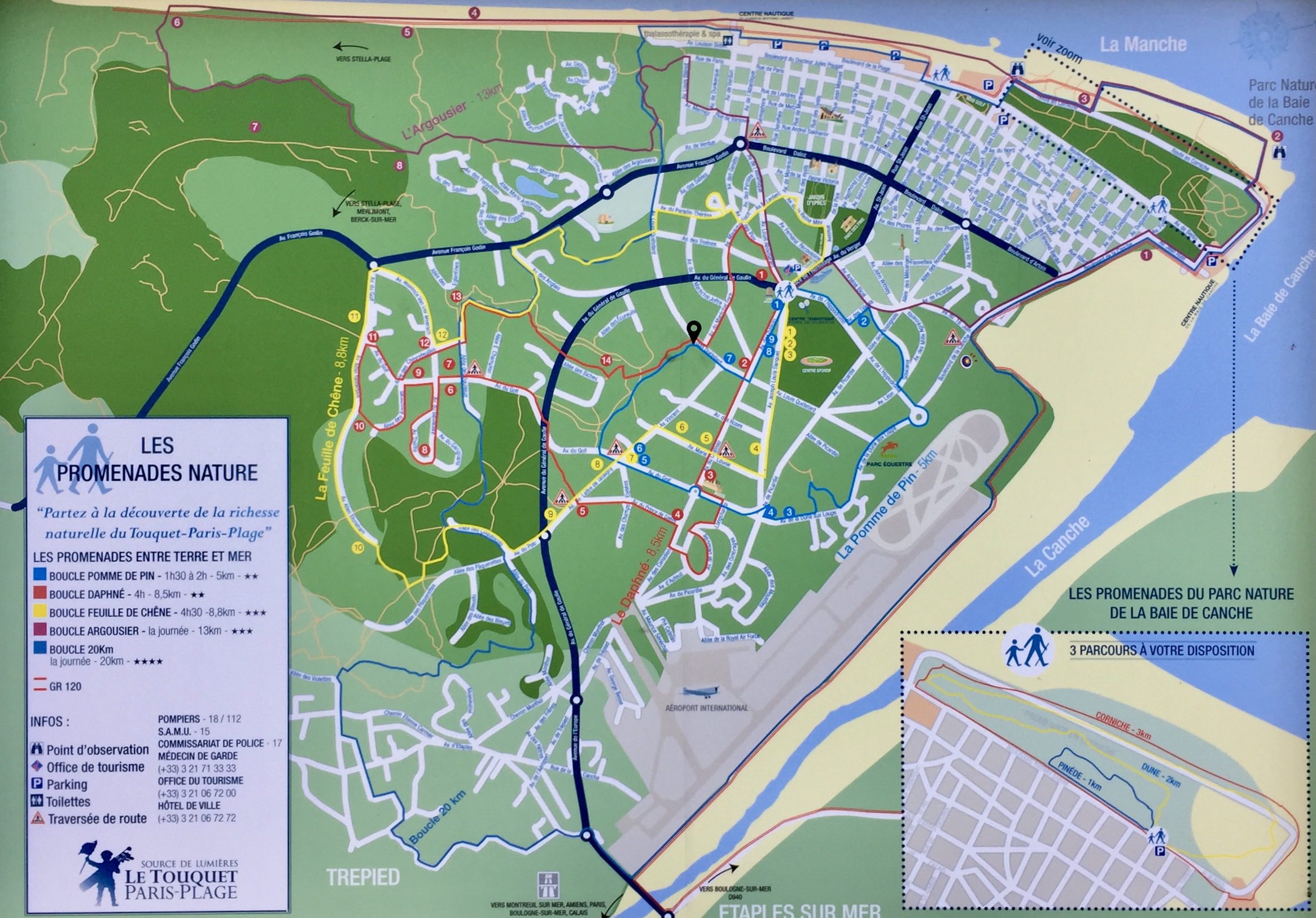

La commune propose cinq circuits de promenade, repartis sur l'ensemble du territoire :
- Pomme de pin - 2 h - 5 km ;
- Daphné - 4 h - 8,5 km ;
- Feuille de chêne - 4 h 30 - 8,8 km ;
- Argousier - la journée - 13 km ;
- 20 km - la journée.

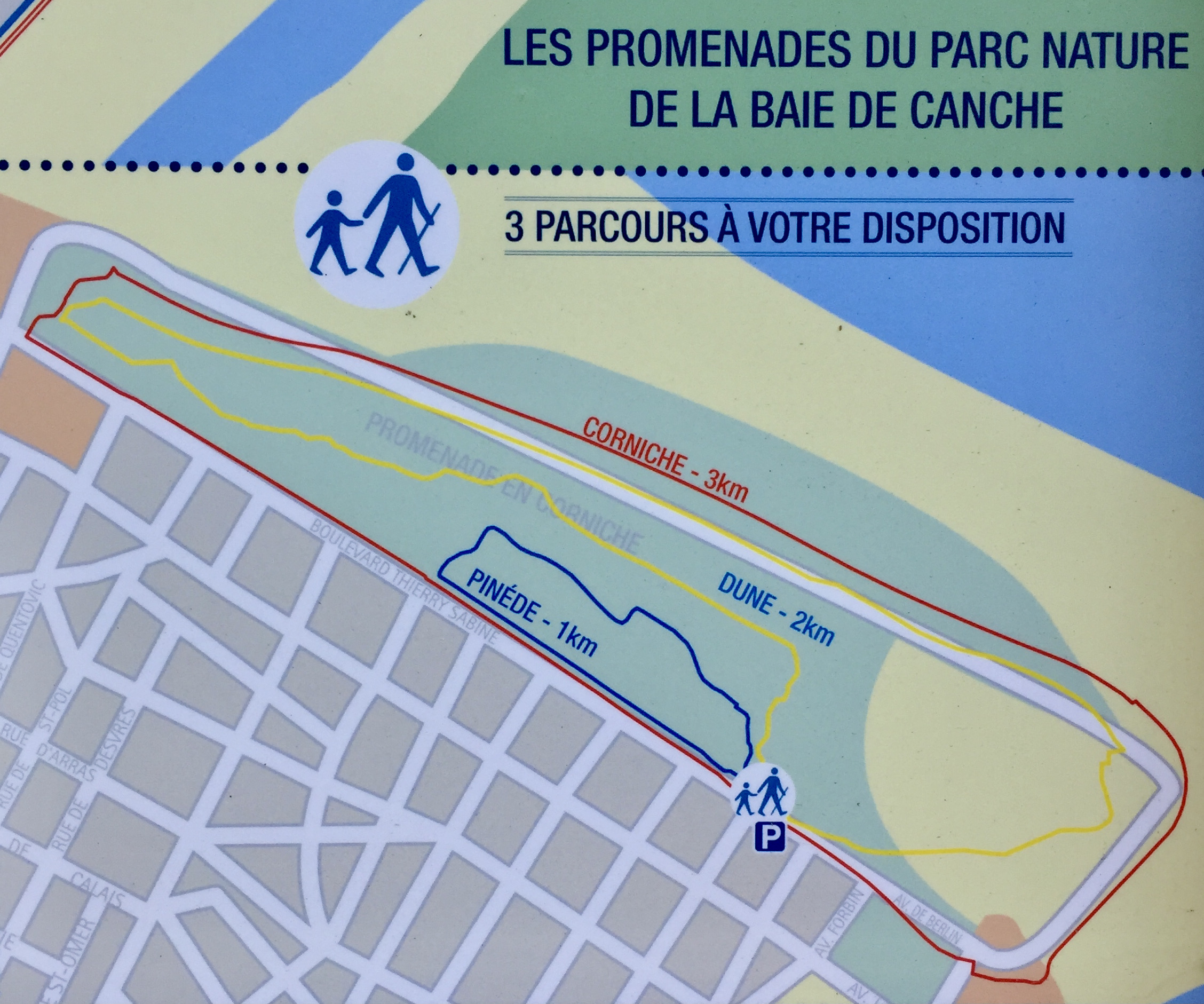

Elle propose également, à l'intérieur du parc nature de la baie de Canche, trois parcours :
- Pinède - 1 km ;
- Dune - 2 km ;
- Corniche - 3 km.

## Les jardins de la Manche

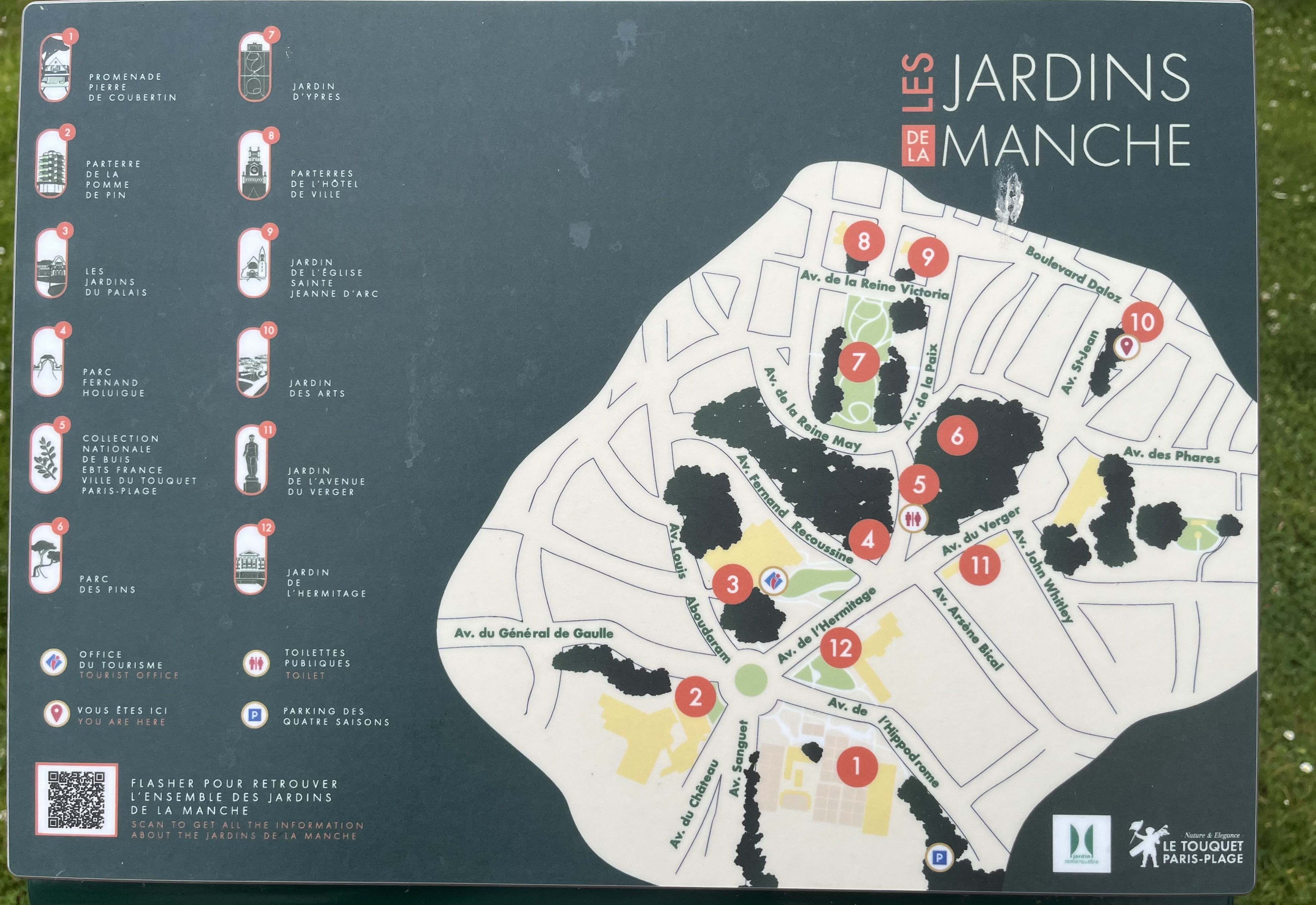
Les jardins de la Manche.

Logo jardin remarquable.

Les jardins de la Manche sont labellisés « Jardin Remarquable »  en 2022, label attribué par le ministère de la Culture pour une durée de cinq ans renouvelable. En 2025, la commune propose un circuit ainsi que des visites guidées de ces douze jardins. Les jardins listés ci-dessous sont présentés dans l'ordre de la visite proposée par la commune sur le panneau ci-contre.

### Promenade Pierre de Coubertin
(50° 31′ 02″ N, 1° 35′ 46″ E)
Cette promenade paysagée est située au pôle tennistique Touquet Tennis Club inauguré en 1904 par Pierre de Coubertin.

### Parterre de la Pomme de pin
(50° 31′ 11″ N, 1° 35′ 43″ E)
Parterre paysagé situé aux abords du lycée hôtelier.

### Les jardins du palais
(50° 31′ 07″ N, 1° 35′ 38″ E)
Les jardins du palais sont situés au casino de la Forêt. Le jardin est situé près de la salle de concerts. Les ifs pyramidaux, dont la forme parfaite est due à une taille avec gabarit par les jardiniers de la ville formés au château de Versailles, témoignent de l’installation au Touquet-Paris-Plage en 2003 du siège français de l’European Boxwood and Topiary Society (EBTS).
De l’autre côté, près du casino, des Faux de Verzy (hêtres en provenance de la forêt de Verzy, près de Reims) sont issus de semis de 1992 offerts à la ville du Touquet-Paris-Plage par l’Office national des forêts (ONF).

### Parc Fernand-Holuigue
(50° 31′ 12″ N, 1° 35′ 34″ E)
Ce parc se situe place de l’Hermitage, à l'angle de l'avenue de la Paix et de l'avenue Fernand Recoussine, dans les jardins de l'ancienne villa Banco.

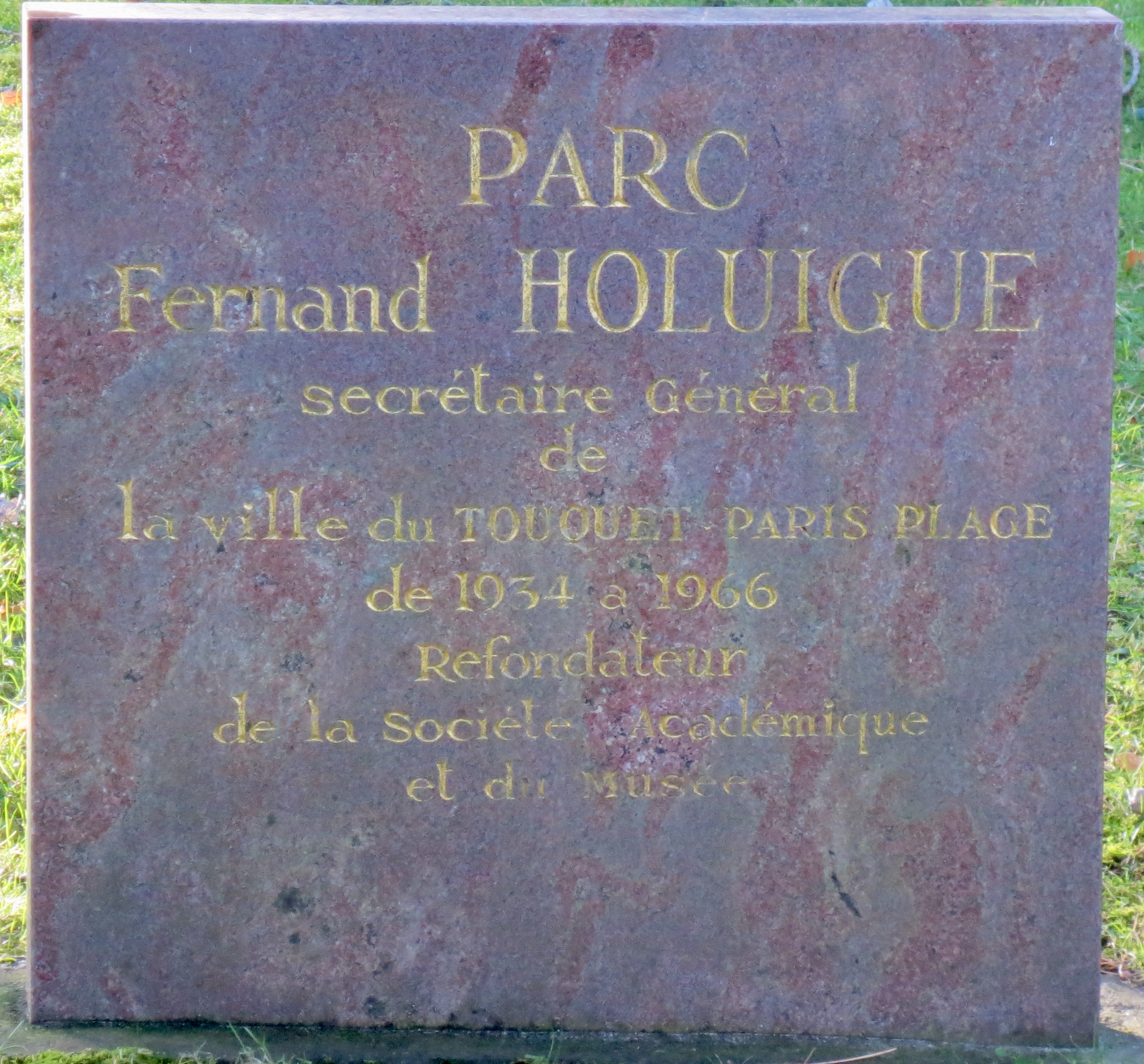

Fernand Holuigue est secrétaire général de la mairie du Touquet-Paris-Plage de 1934 à 1966. Grâce à lui, aucun jeune touquettois ne sera emmené en Allemagne pour le service du travail obligatoire. Il relance la Société académique en 1966 en préservant et en amassant une quantité considérable de documents, il est aussi l'artisan principal de la réouverture du musée municipal. Selon son souhait, après sa mort, une période de dix ans a été observée avant de donner son nom à ce parc en 1997.
Jadis, le jardin appartenait à la villa voisine “Banco” construite dans les années 1920 par Jean Boissel pour Daniel Fitte, un industriel anglais d’origine bordelaise qui fait construire cette villa à la suite d’un banco exceptionnel au casino voisin (500 000 F) ; sa dénomination est alors toute trouvée : Banco !
À la fin des années 1930, Ray Ventura et ses collégiens y passent des vacances. Avec sa montagne reconstituée, sa chute d’eau et ses cascades, ce jardin est un souvenir du style pittoresque qui est encore en vogue au début du XXe siècle. Le jardin est particulièrement spectaculaire au printemps lors de la floraison des bulbes et des cerisiers du Japon blancs Mont Fuji. La rivière de bulbes créée par Patrick Salembier qui comprend 13 700 bulbes, est inaugurée le 13 avril 2012 pour le centenaire de la station par Andrea Filippone, célèbre paysagiste et Eric T. Fleisher, directeur de Battery Park, tous deux venus spécialement de New-York.

### Collection nationale de buis
(50° 31′ 14″ N, 1° 35′ 32″ E)
Il s'agit de la collection nationale de buis « European Boxwood and Topiary Society » France du Touquet-Paris-Plage.

### Parc des Pins
(50° 31′ 16″ N, 1° 35′ 27″ E)

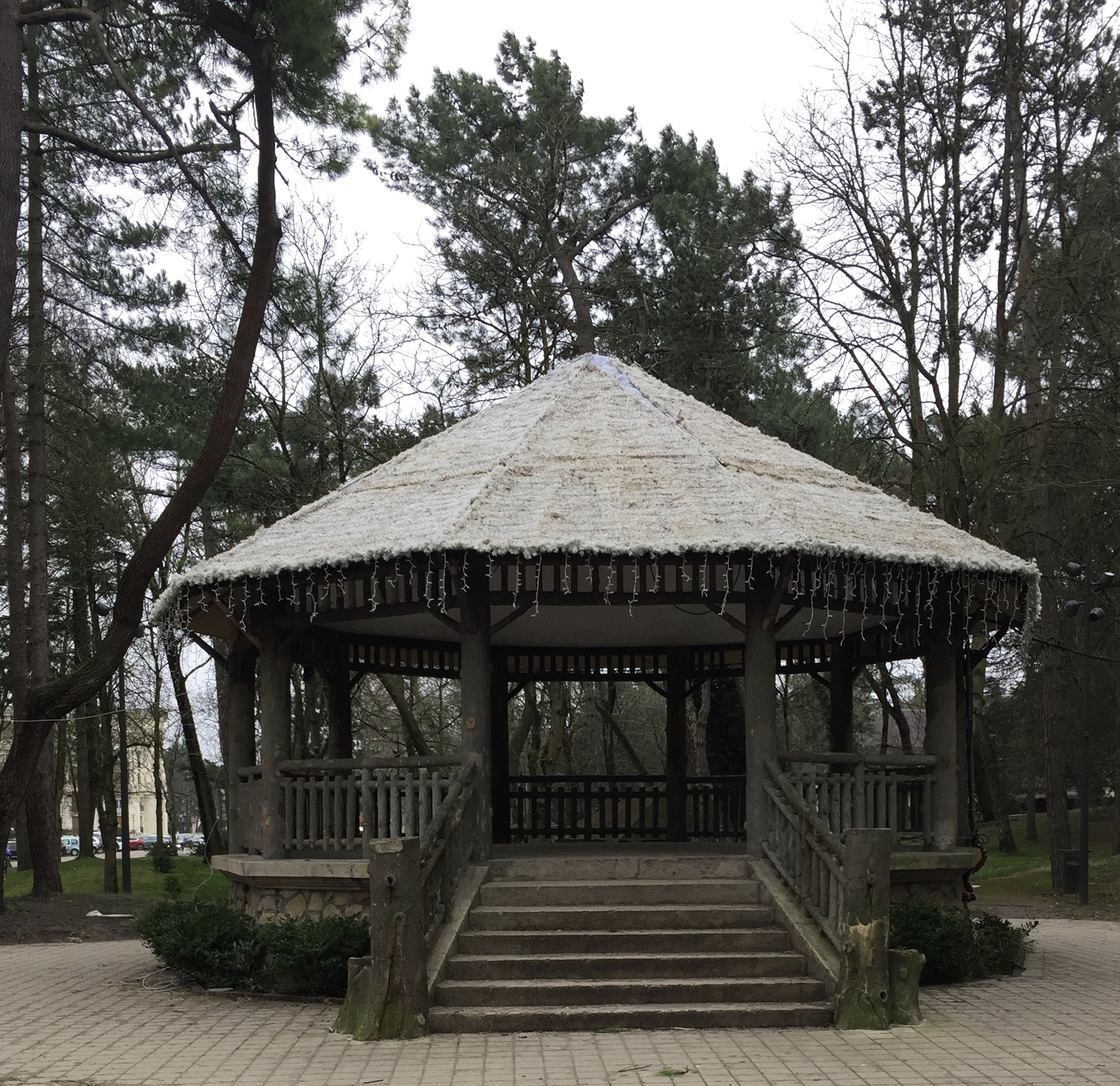
Kiosque à musique "Serge Gainsbourg" construit en 1924.

Ce parc est situé face à l'hôtel Westminster, dans le périmètre formé par l'avenue du Verger, l'avenue de la Paix et l'avenue Saint-Louis, on peut y voir le kiosque à musique Serge Gainsbourg, construit en 1924.
Il est acquis par la commune en 1935 et en 1936, on procède à la construction du garde-corps le long de l'avenue.

### Jardin d'Ypres
(50° 31′ 12″ N, 1° 35′ 20″ E)
Ce parc, auparavant appelé Parc central et Jardin public, est situé dans le prolongement de la rue Jean Monnet, entre l'église Sainte Jeanne d'Arc et l'hôtel de ville.
À cet emplacement se trouvait le premier jardin public de Paris-Plage. Il est conçu en 1905 par Henry Martinet, architecte de la « Société Générale du Touquet-Paris-Plage » et du « Touquet Syndicate Ltd ». C’était un jardin pittoresque dans le goût de l’époque avec pièces d’eau, une rivière enjambée par plusieurs petits ponts, des allées serpentant autour de groupes d’arbres, le tout joliment installé dans des dunes préservées et utilisées pour créer des belvédères. En 1907, à cause d’une invasion de moustiques, le jardin est totalement remanié dans un style paysager assez banal. Les dunes arasées servent alors à combler les bassins. Pendant la Première Guerre mondiale, la station accueille plus de 3000 réfugiés belges dont la municipalité de la ville d’Ypres, contrainte d’y transférer ses services. Comme la population de la ville double, le jardin est transformé en champ de pommes de terre. Le 2 février 1935, sur un vœu émis par la société académique du Touquet-Paris-Plage, le conseil municipal décide de rendre hommage à l'accueil de réfugiés belges en donnant le nom de jardin d'Ypres à un des square les plus prestigieux de la station, le Jardin public, le 30 juin 1935 aura lieu l'inauguration du jardin d'Ypres , et, en retour, la ville d'Ypres inaugure le parc du Touquet (Le Touquetpark en néerlandais) le 10 septembre 1939. Après les dégâts occasionnés par la Seconde Guerre mondiale, le jardin est totalement restauré en 1949 dans un style très à la mode sous Napoléon III par Raymond Sagnier. On trouve dans le jardin une stèle à la mémoire du Maréchal Juin et quelques arbres commémoratifs dont le chêne planté en 2012 lors du centenaire de la ville, ainsi que des cèdres du Liban offerts en 2018 par le Léo Club de Beyrouth (jeunes du Lions Club). Depuis quelques années, un programme de mise en valeur du jardin est entrepris. Les peupliers et les cyprès de Leyland sont remplacés par des essences plus nobles ou par des cerisiers à fleurs en complément de ceux qui existaient déjà.

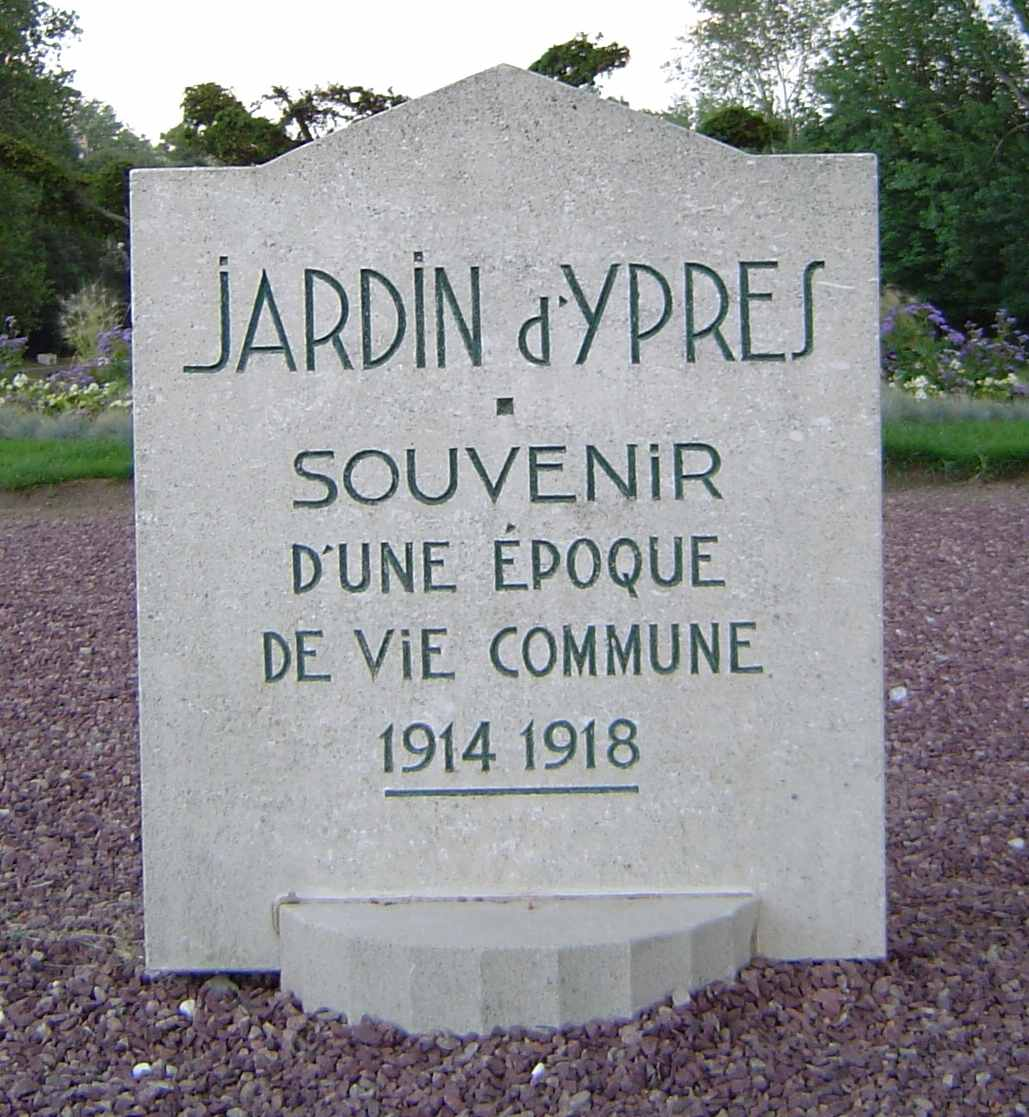
Entrée du jardin d'Ypres.
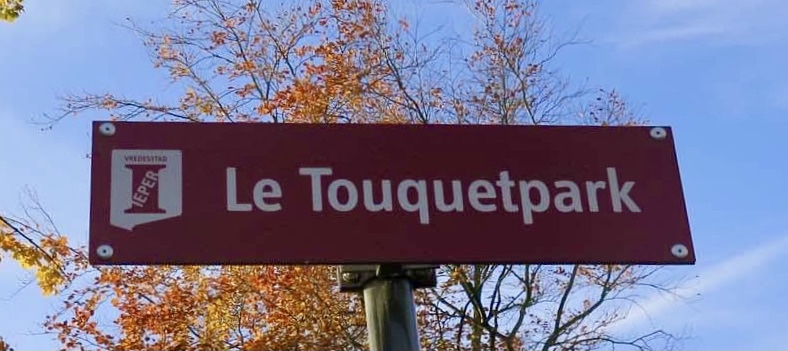
Plaque du parc du Touquet à Ypres.
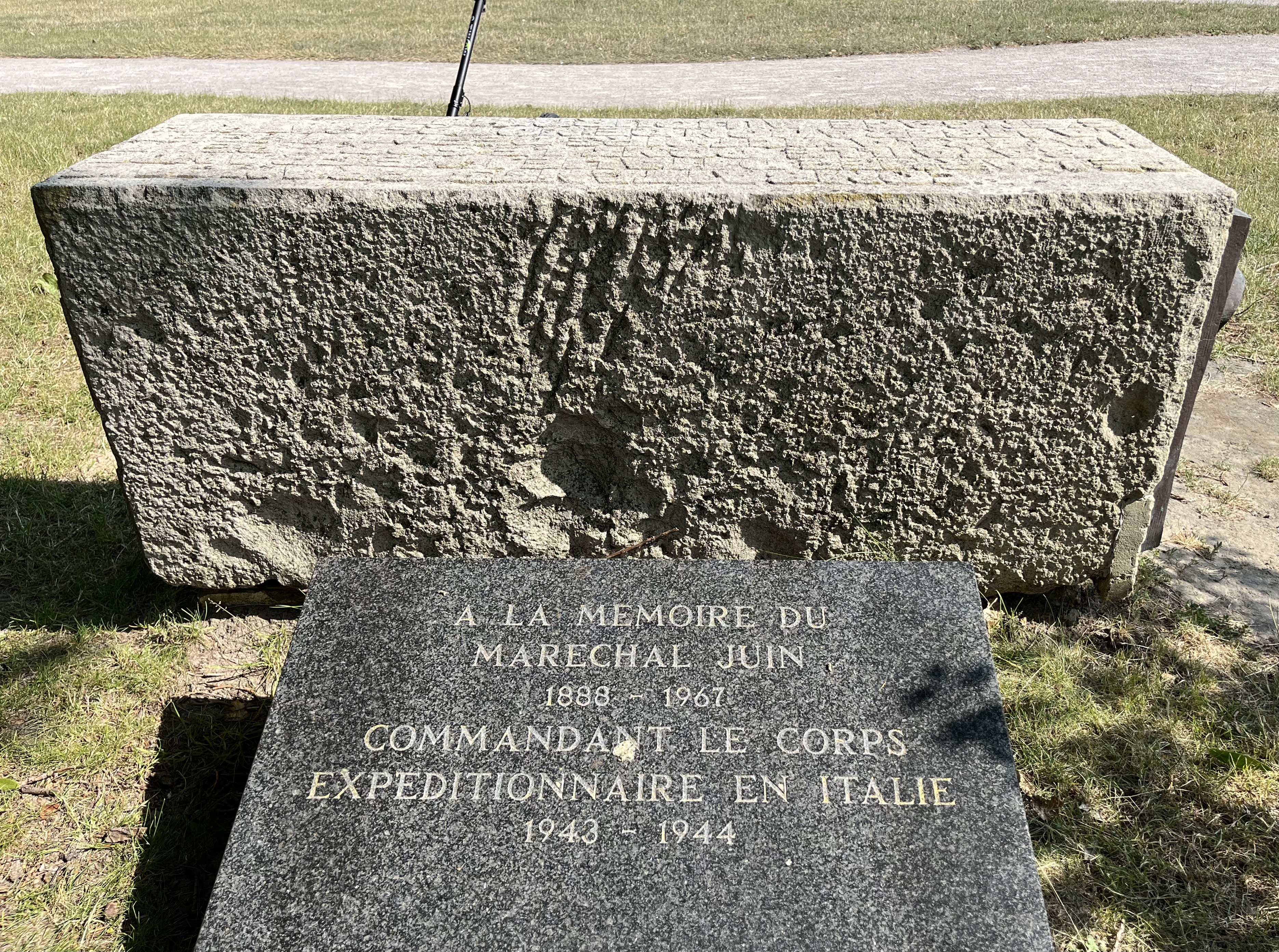
Hommage au Maréchal Juin.

### Parterres de l'hôtel de ville
(50° 31′ 12″ N, 1° 35′ 11″ E)
Ce parterre respecte les principes édictés dans la Charte Le Touquet-Paris-Plage « Jardin de la Manche » du 7 mai 2012, qui préconise une harmonie entre l’architecture et les jardins. Les parterres en buis, qui reprennent exactement la forme et les dimensions des damiers des trottoirs s’accordent également avec les vitraux de l’édifice.
Du 14 juillet à fin août, des ifs dans des caisses à orangers « Château de Versailles » montent la garde.

### Jardin de l'église Sainte-Jeanne-d'Arc
(50° 31′ 13″ N, 1° 35′ 12″ E)
Depuis le printemps 2013, c'est un jardin d’inspiration cubiste, inspiré par le mouvement artistique en vogue au moment de sa construction. Les parterres colorés de plantes vivaces dont la forme a été inspirée par les vitraux dialoguent avec les ombres et composent un espace lumineux et spirituel (période de référence : équinoxe de septembre). Un noyer a été planté pour le centenaire de la commune le dimanche 29 janvier 2012 par Mgr Jacques Noyer, curé du Touquet-Paris-Plage de 1976 à 1987 et évêque d’Amiens de 1987 à 2003.

### Jardin des Arts
(50° 31′ 21″ N, 1° 35′ 22″ E)

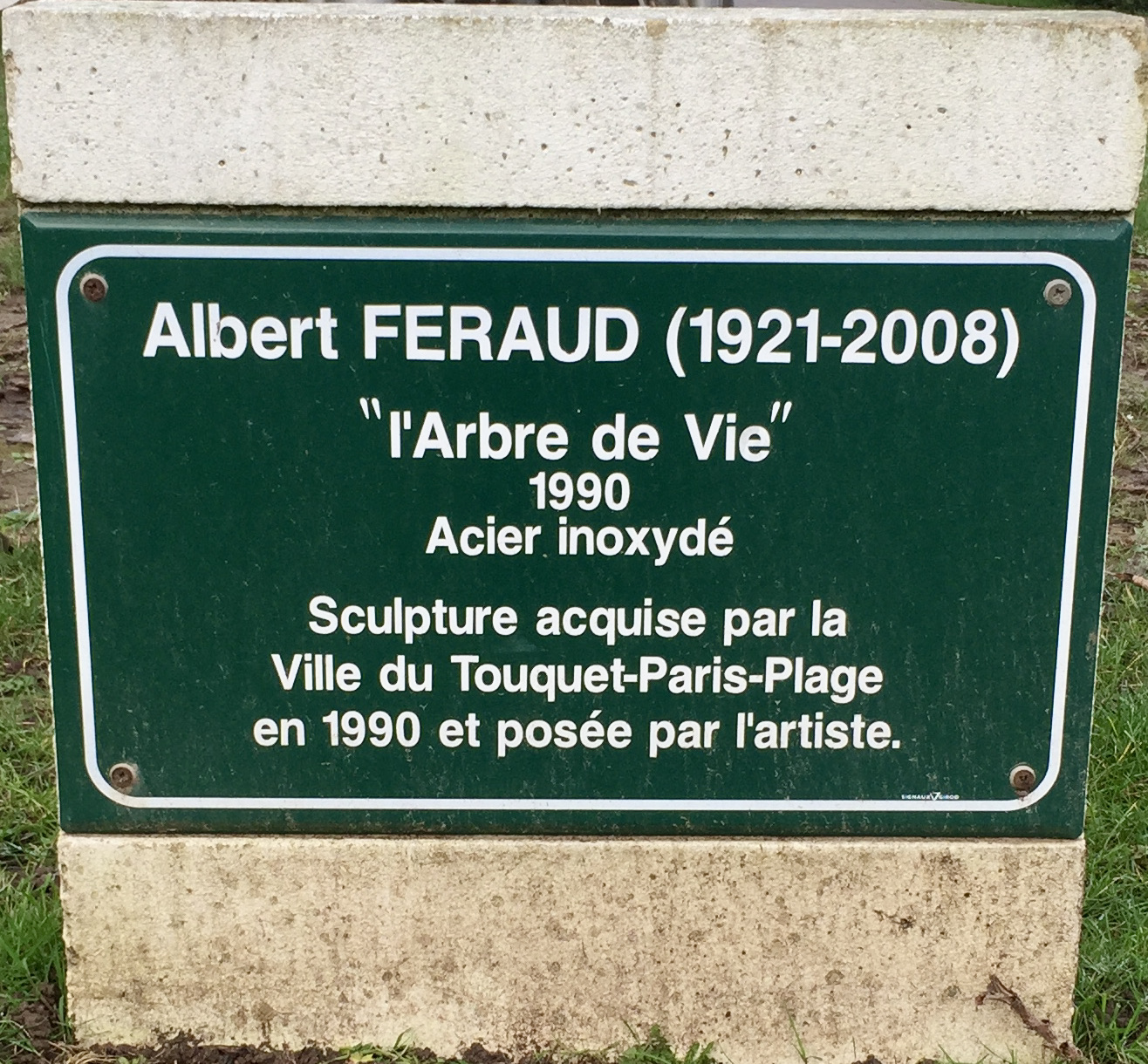

Cette place-jardin réaménagée et inaugurée le 16 juillet 2016, située à l'angle de l'avenue Saint-Jean et de l'avenue de Bruxelles, est dédiée aux arts et aux artistes. Sur cette place-jardin se trouve une sculpture intitulée L'Arbre de Vie, (1990, acier inoxydé), posée par l'artiste Albert Féraud.
Elle est régulièrement investie par des sculptures contemporaines. Au sol, des plaques hexagonales créées par l’artiste Alain Godon, portent les signatures et les empreintes des mains des artistes accueillis au Touquet-Paris-Plage. Parmi elles, celles des street artistes, Kaï (artiste) et Speedy Graphito, des peintres, Robert Combas, Geneviève Claisse, Hervé Di Rosa, Gérard Guyomard, Peter Klasen, Bernard Pras, Claude Viallat, Victor Vasarely, des sculpteurs Pierre Marie Lejeune, A-Sun Wu, Idan Zareski, Gilles Oderigo, Éric Liot et Norman Dilworth.

### Jardin de l'avenue du Verger
(50° 31′ 17″ N, 1° 35′ 33″ E)
Ce jardin est situé avenue du Verger, face aux 18 magasins et au miroir d'eau devant la statue réalisée par Lucien Gibert.

### Jardin de l'Hermitage
(50° 31′ 10″ N, 1° 35′ 41″ E)
Ce jardin se situe entre l'Hermitage et les tennis.

## Autre type de jardin

### Jardins ouvriers
(50° 31′ 04″ N, 1° 36′ 42″ E)
Les jardins ouvriers sont situés à l'angle nord-est de l'avenue de Picardie et de l'avenue de la Dune-aux-Loups. En 1937, le 24 mai, la municipalité, sous l'impulsion d'Armand Durand, fait l'acquisition d'un terrain de 3 ha 48 a et 82 ca destiné à la création de jardins ouvriers pour nourrir les familles touquettoises, Armand Durand en sera le premier président, ils seront agrandis en 1968 et comptent aujourd'hui 190 jardins. Gérard Tatin en a été élu président en 1983, Delphine Berton lui succède le 27 janvier 2019, c'est la première femme présidente.

## Parcs et espaces boisés

### Forêt communale de l'avenue du Golf
(50° 30′ 46″ N, 1° 36′ 00″ E)

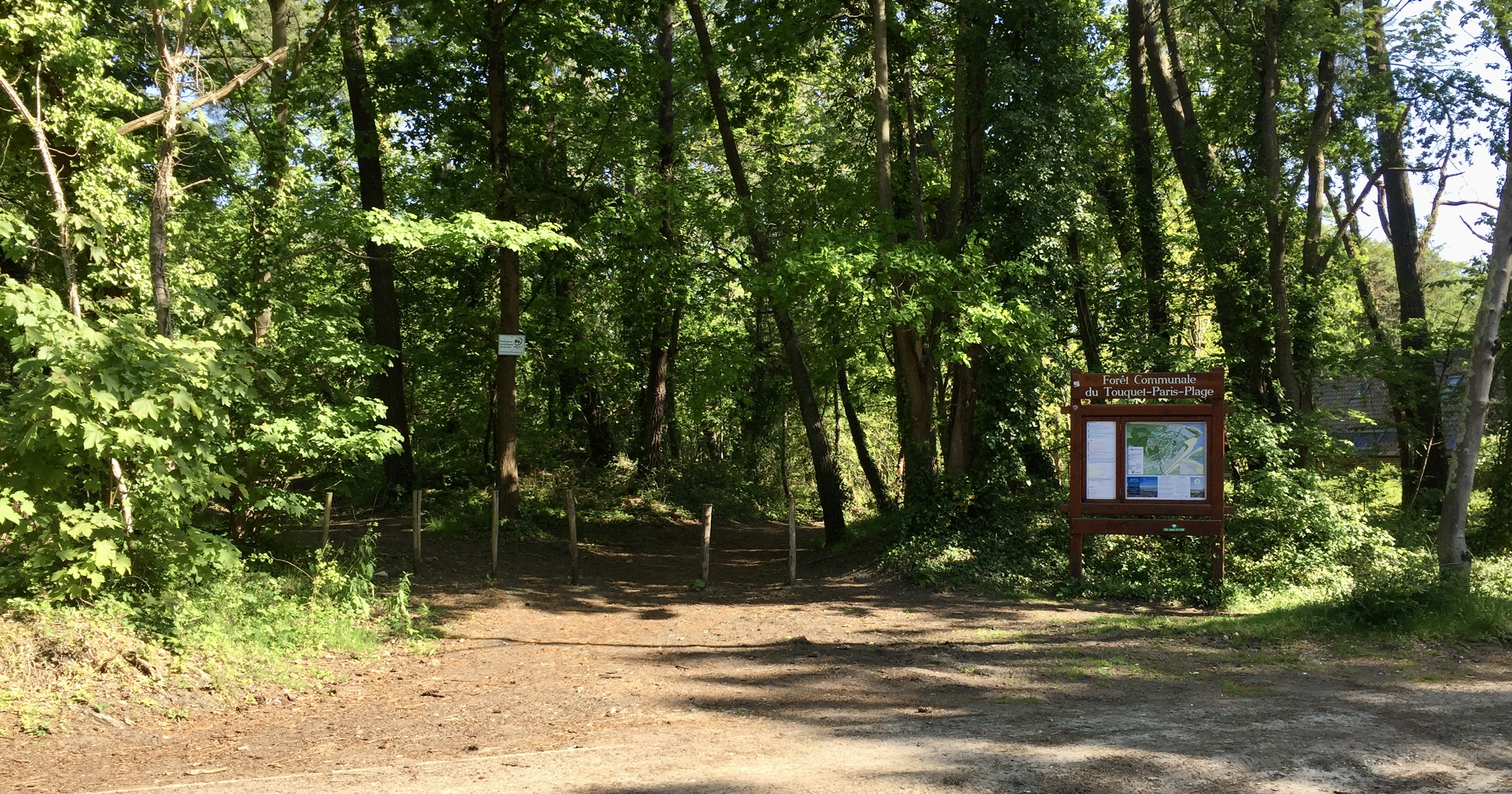
L'entrée de la forêt communale située sur l'avenue Louis-Quételart.

Cette pinède, qui comporte de nombreuses allées piétonnes et équestres, est située dans un quadrilatère formé par l'avenue Louis-Quételart, l'avenue Vincent, l'avenue du Général-de-Gaulle et l'avenue du Golf.
Les entrées des allées piétonnes se trouvent avenue Louis-Quételart, allée des Écureuils, allée des Biches, allée Marie-Louise, avenue du Golf et avenue du Général-de-Gaulle.

### Forêt communale de la Dune-aux-loups
(50° 31′ 11″ N, 1° 36′ 28″ E)

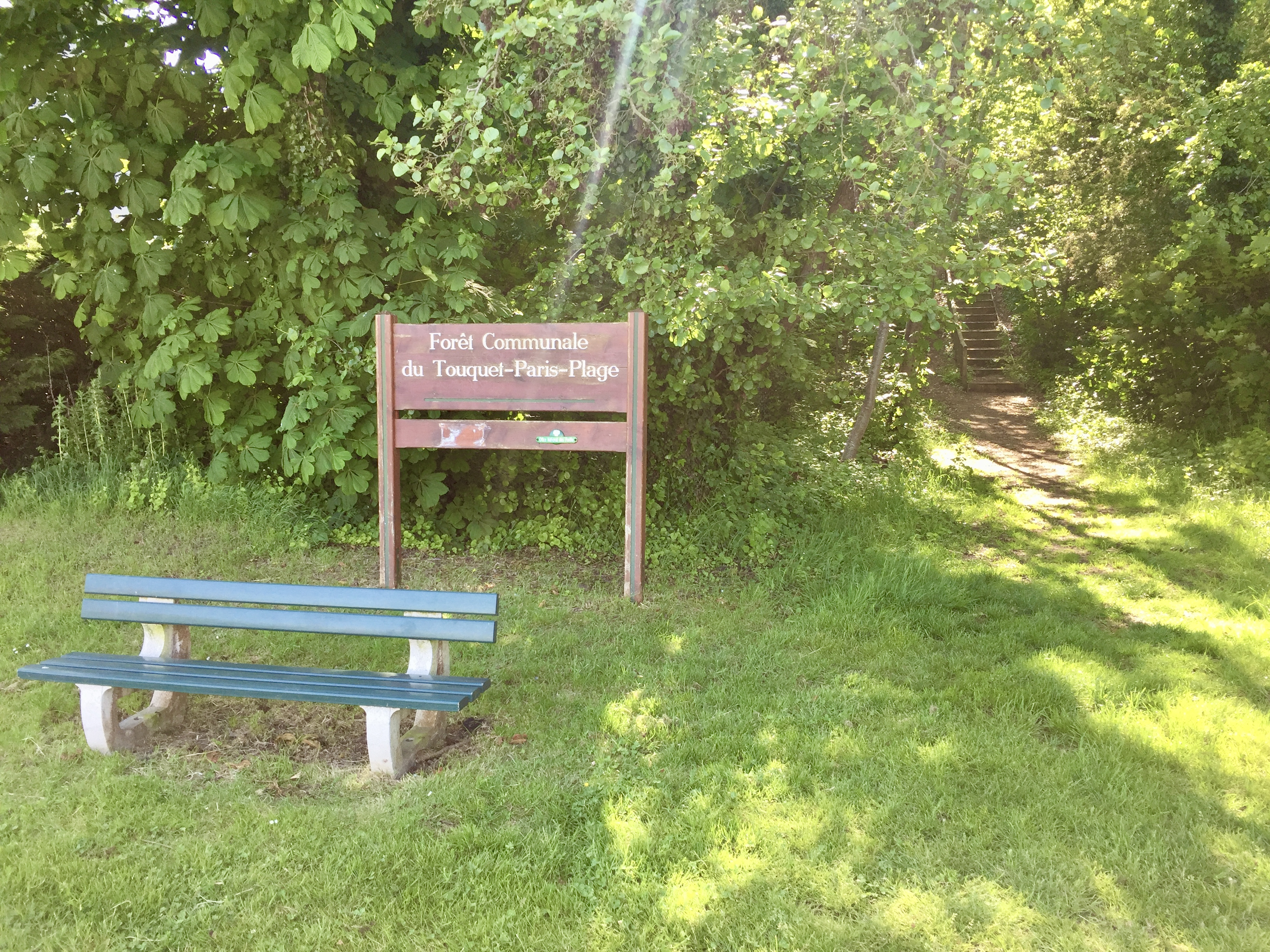
L'entrée de la forêt.

Cette forêt tire son nom de l'ancienne dune, qui culmine à 32 mètres, appelée la dune-aux-loups, vraisemblablement un ancien lieu de naufrage de marins (loups de mer en langage populaire) au XIXe siècle. Elle est située entre les avenues de la Dune-aux-loups, de l'avenue de Picardie (anciennement chemin de grande communication no 119) et Louis-Quételart.
Elle fait partie de la ZNIEFF Forêt du Touquet en raison de la présence d’une orchidée très rare et protégée dans la région, l’Orchis homme-pendu.
L'accès se fait par un escalier situé avenue de la Dune-aux-loups.

### Forêt du polo
(50° 30′ 12″ N, 1° 36′ 40″ E)
C'est dans cette plaine du nœud Vincent, au milieu de la forêt que se déroulaient, au début du XXe siècle, les matchs de polo. Ce terrain de polo avait été installé en 1912 par Allen Stoneham. De nombreux tournois eurent lieu jusqu'en 1939, début de la Seconde Guerre mondiale.
Cette forêt fait partie de la ZNIEFF Forêt du Touquet.
En juillet 2025, trois nouveaux parcours réservés aux VTT et aux coureurs de trail sont tracés dans la forêt du Polo. Trois niveaux de difficulté : le vert (deux kilomètres, facile), le rouge (huit km, confirmé) et le noir (quinze km, expert) qui contient une boucle supplémentaire de trois km.

### Parc de l'avenue Belle-Dune
(50° 31′ 45″ N, 1° 35′ 11″ E)
Ce parc est situé entre l’avenue Jean-Bart et l’avenue Belle-Dune.

### Parc Louis-Blériot
(50° 30′ 53″ N, 1° 34′ 58″ E)

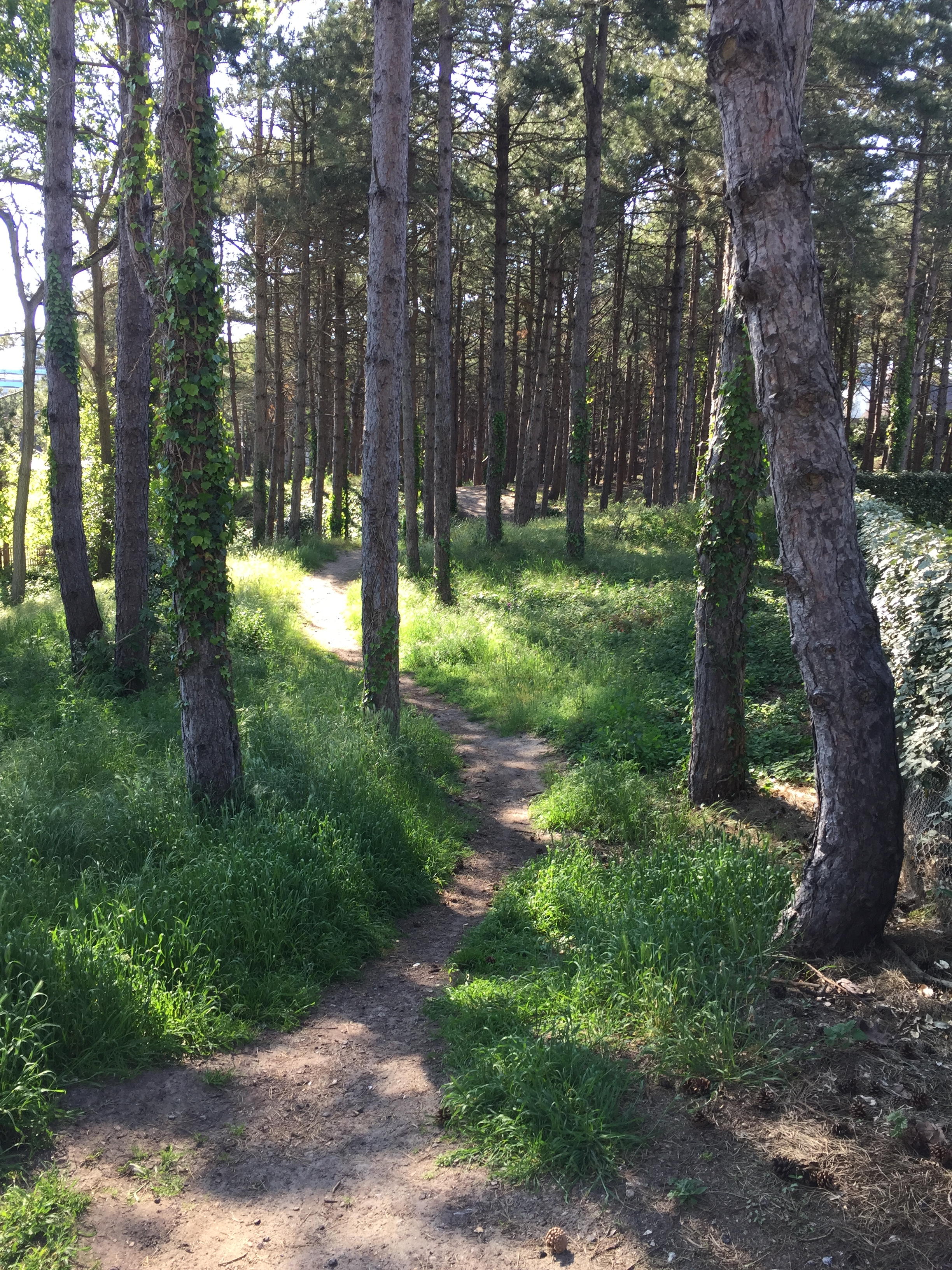
L'entrée du parc Louis-Blériot, rue de Paris

Ce parc, est situé entre l’avenue Blériot, l’avenue Mermoz et la rue de Paris.

### Parc de la Canche
(50° 31′ 38″ N, 1° 35′ 37″ E)
En 1938, la commune fait l'acquisition du terrain du parc de la Canche et procède à son boisement. Ce parc, appelé parfois, parc d'Artois ou bois de la gendarmerie, se situe à l'est du boulevard d'Artois. C'est dans ce parc, qui n'était encore que des dunes, qu'a été installé le premier sémaphore en 1839.

### Parc nature de la baie de Canche
(50° 32′ 19″ N, 1° 35′ 19″ E)

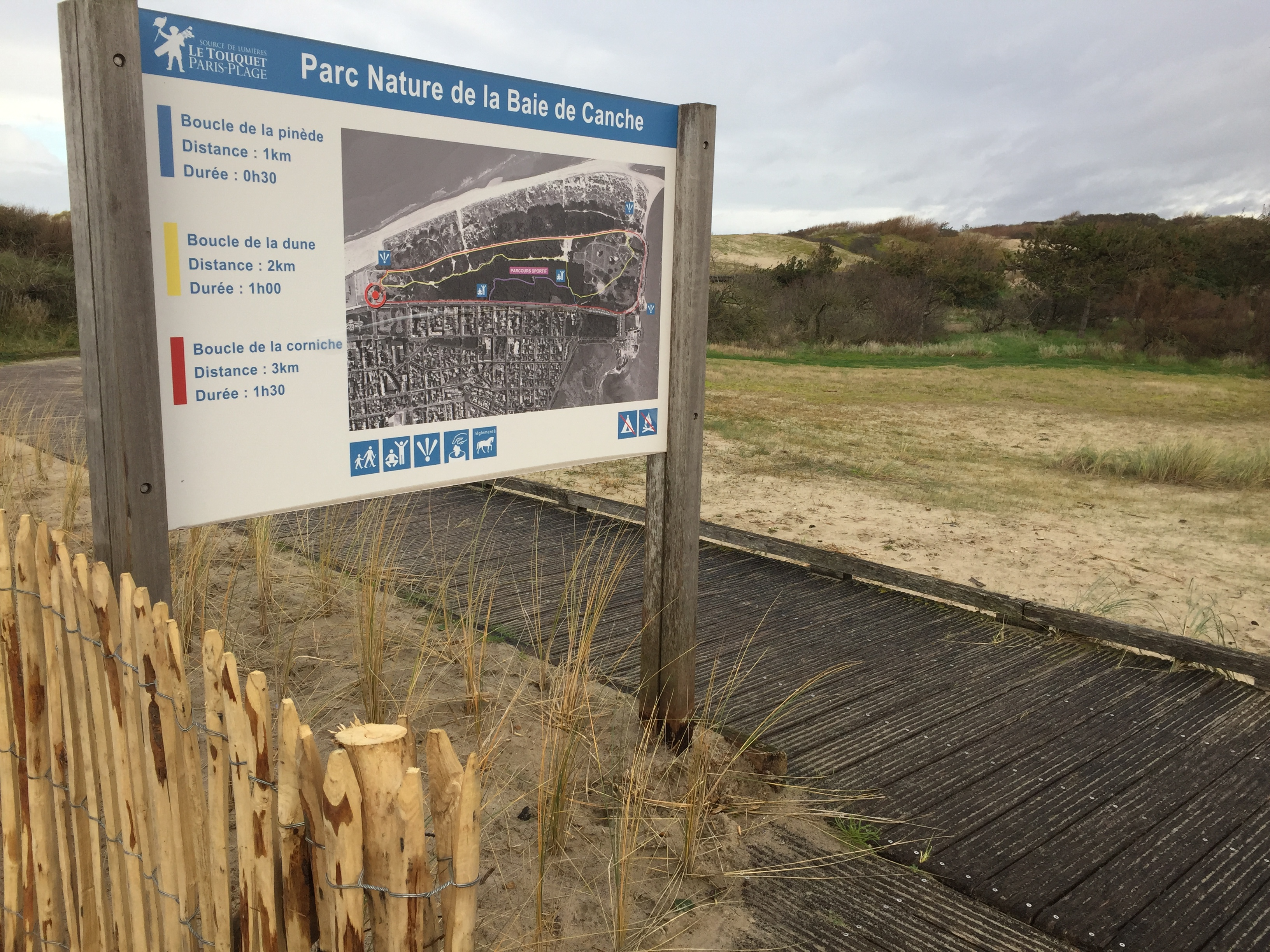

Ce parc, site classé, situé sur la pointe Nord du Touquet s’étend sur plus de 45 ha de superficie a bénéficié depuis 2009 d’une politique de valorisation qui a permis un accès facilité aux piétons, aux cyclistes, aux joggers et aux amoureux de la nature. Sur le site, différents observatoires permettent l'observation de la totalité de la baie de la Canche où l'on peut, entre autres, apercevoir des phoques.

### Parc des Pyroles
(50° 30′ 59″ N, 1° 35′ 21″ E)
Ce parc se situe entre l'avenue des Pyroles et l'avenue des Pins.

### Pinède d'Artois
(50° 31′ 45″ N, 1° 35′ 32″ E)
Cette pinède est située à l'ouest du boulevard d'Artois, entre l'avenue de La Bourdonnais, la rue Edmond Bardol et la rue d’Amiens.

### Pinède Thierry-Sabine
(50° 31′ 54″ N, 1° 35′ 08″ E)
Cette pinède est située à l'ouest du boulevard Thierry-Sabine (anciennement Digue Ridoux).

## Squares

### Square Charles-Bernier
(50° 31′ 36″ N, 1° 35′ 16″ E)

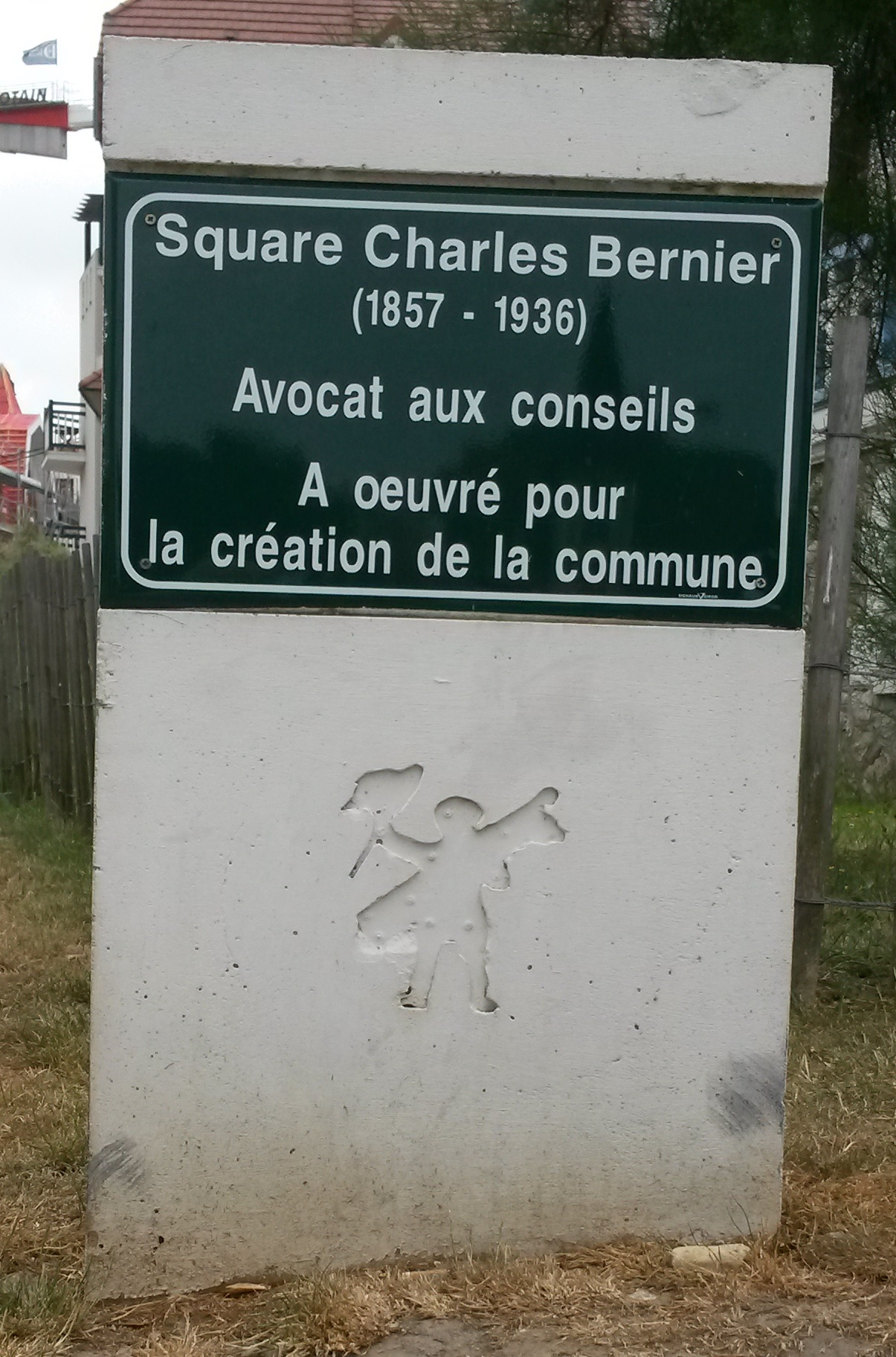

En 1938, la commune fait l'acquisition du terrain Bernier pour la réalisation du square. Le square Charles Bernier est situé avenue de Quentovic entre la rue de Metz et la rue de Londres. Le square jouxtait la villa Les Sarcelles, propriété de Charles Bernier. Charles Bernier (1857-1936) est avocat au conseil d'état et à la cour de cassation et peintre touquettois dont le musée détient de nombreuses toiles.

### Square Jacques-Brel
(50° 31′ 51″ N, 1° 35′ 19″ E)

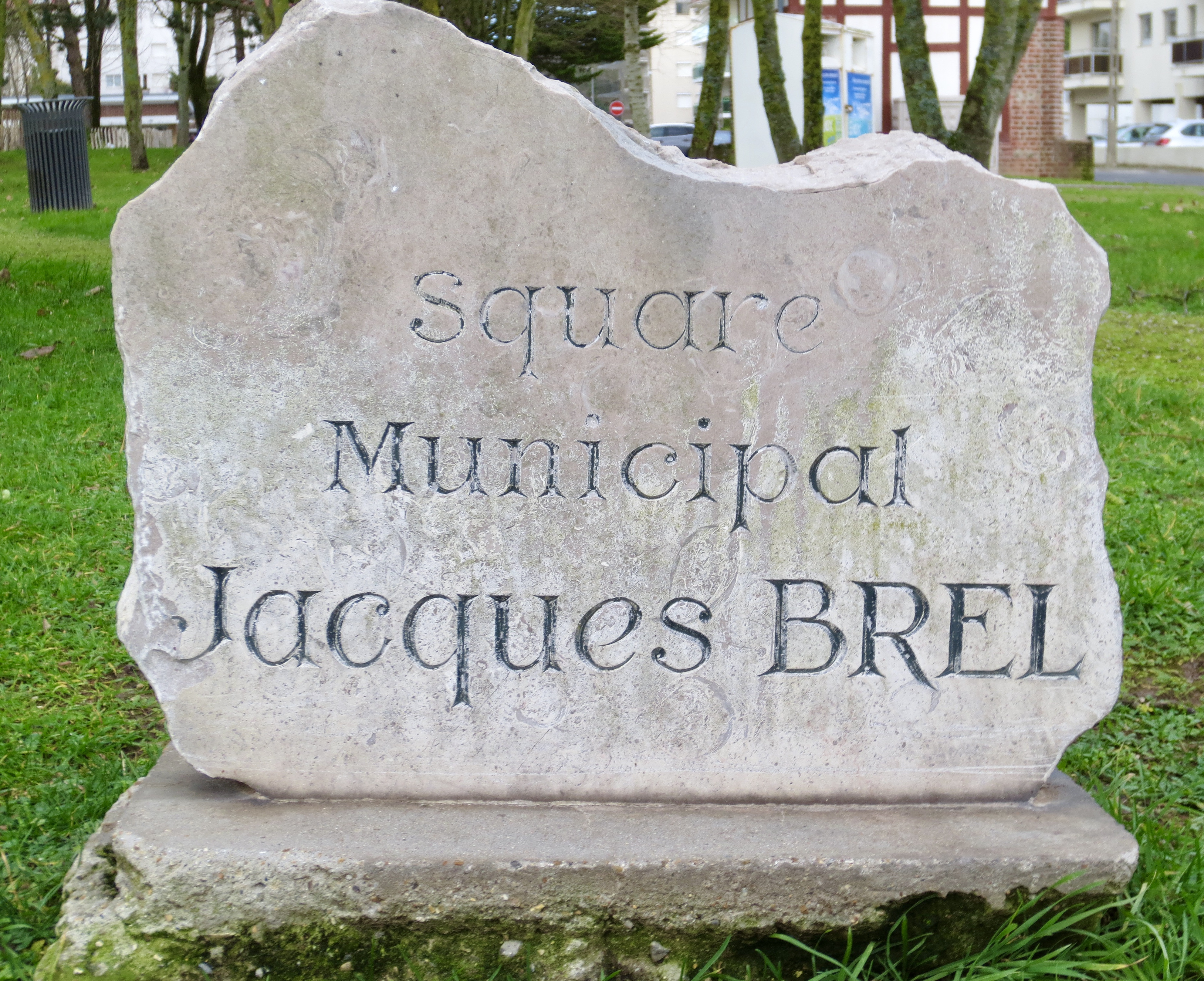

Ce square est formé par le périmètre compris entre les avenues de La Bourdonnais, de Villemessant, de La Pérouse et Jean Bart. Il a été inauguré en 1979, en hommage à l'auteur et chanteur belge Jacques Brel.

### Square Christian-Ferras
(50° 31′ 09″ N, 1° 34′ 59″ E)

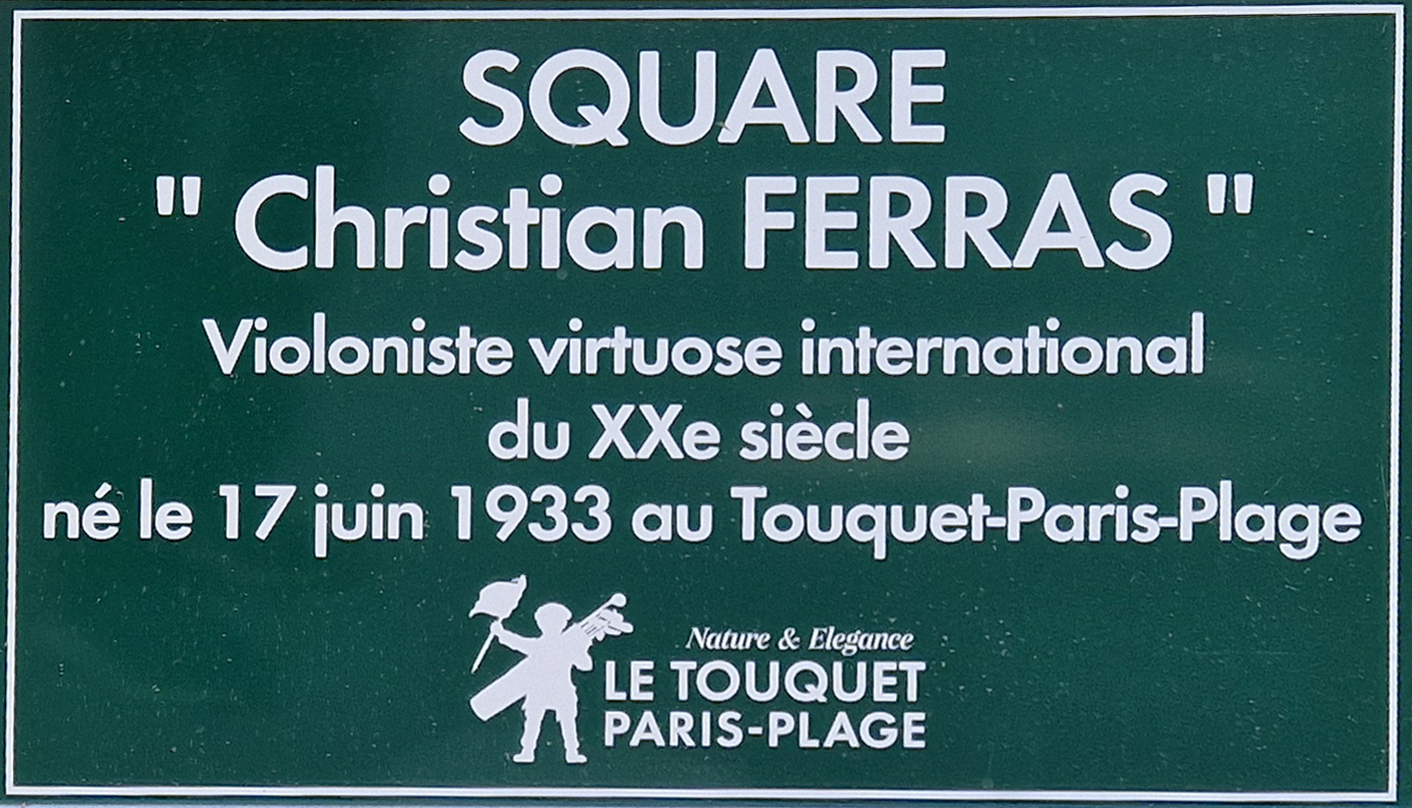

Ce petit square, avec une allée en forme de cœur, est situé rue de Metz, côté ouest, entre les rues des Oyats et de Montreuil. Christian Ferras (1933-1982), violoniste, est né au Touquet-Paris-Plage, où ses parents tenaient l' « hôtel Régina » situé avenue du Château, durant la saison estivale et vivaient le reste de l'année à Nice. L'hôtel Régina a été construit en 1906 et agrandi dès l'année suivante. Charles Guyot l'acheta en 1913 et confia son exploitation à M. et Mme Léon Robert Ferras. L'hôtel est de nos jours une résidence, « La Morinie »,.

### Square des Kaki Girls
(50° 31′ 06″ N, 1° 34′ 52″ E)

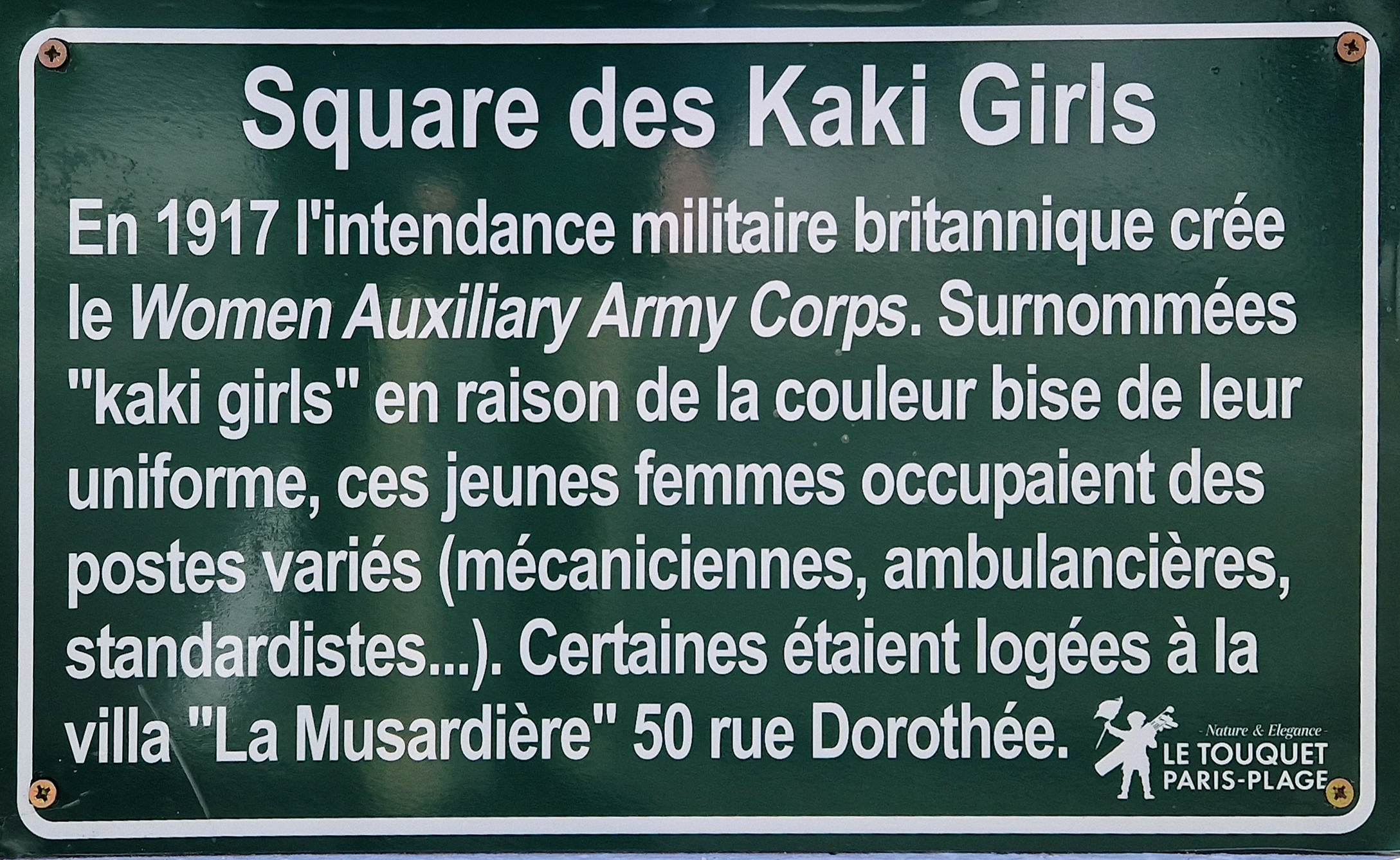

Ce square, dont le nom a été donné sur proposition de la Société académique du Touquet-Paris-Plage, est situé rue Dorothée, côté pair, entre la rue de Paris et le boulevard du docteur Jules-Pouget. Il est inauguré en mai 2024.
En 1917, pendant la Première Guerre mondiale, l’intendance militaire britannique crée le Women Auxiliary Army Corps. Elles occupent des postes de mécaniciennes, ambulancières, secrétaires, en remplacement des hommes qui peuvent ainsi être envoyés au front. En raison de la couleur bise de leur uniforme, leurs collègues masculins les surnomment Les « Brownies » et les Français les appellent les « kaki girls ». Elles sont logées dans des villas du Touquet-Paris-Plage comme « La Musardière » (angle sud-est des rues de Moscou et Dorothée), villa toujours visible de nos jours.

### Square Robert-Lassus
(50° 31′ 22″ N, 1° 35′ 17″ E)

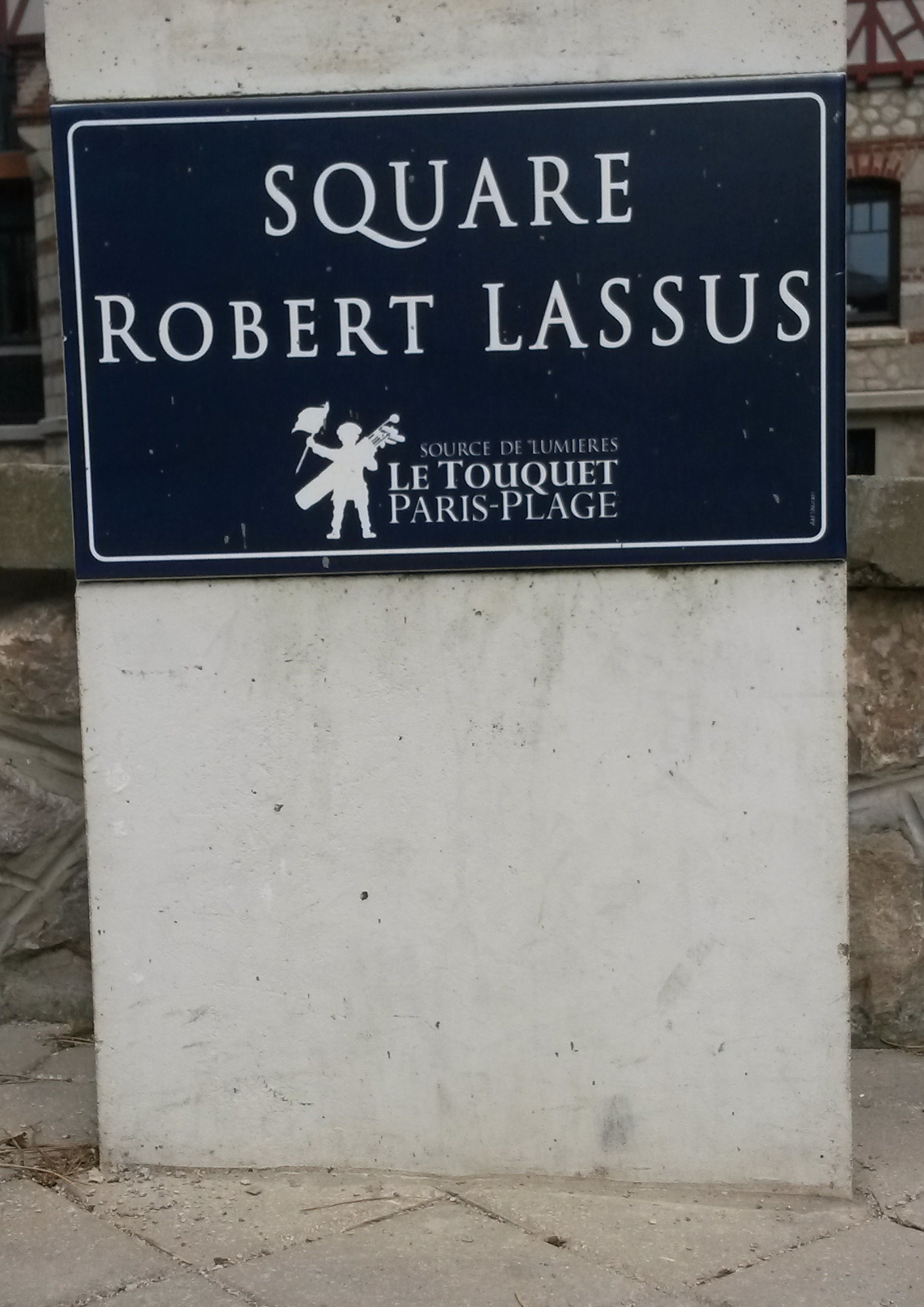

Ce square est situé à l'angle nord-est du boulevard Daloz et de l'avenue Saint-Jean. Robert Lassus, journaliste, écrivain et dessinateur français amoureux du Touquet-Paris-Plage où il avait sa résidence secondaire et mort à Berck en 2004.

### Square Édouard-Lévêque
(50° 31′ 27″ N, 1° 35′ 10″ E)

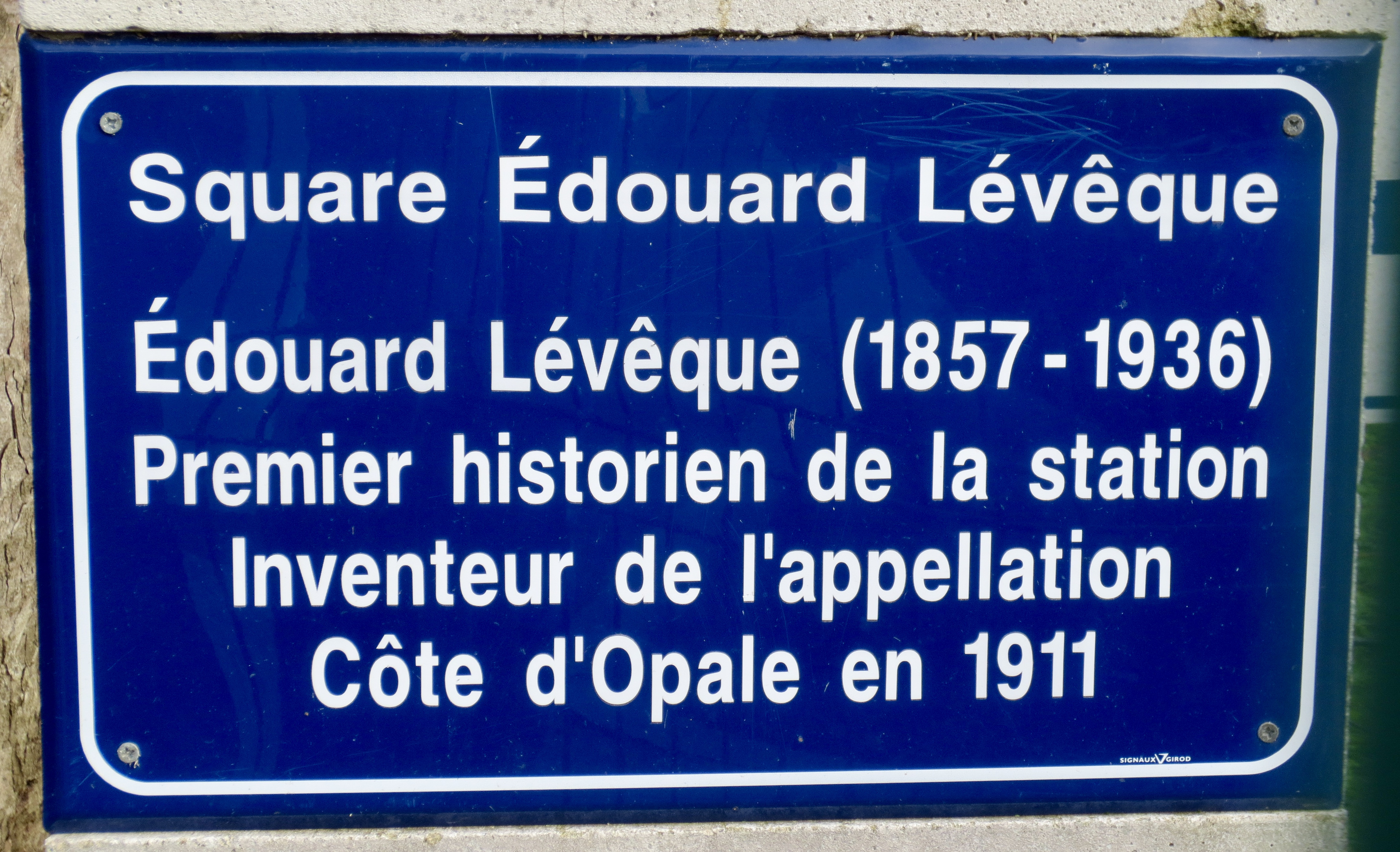

Ce square est situé à l'angle nord-est de la rue de Metz et de la rue de Bruxelles. Décision du conseil municipal du 2 février 1935. Édouard Lévêque, célèbre Touquettois, peintre, écrivain, botaniste, est l'inventeur de l'appellation « Côte d'Opale » pour nommer le littoral entre Le Crotoy et Équihen. C'est en effet dans le journal « Paris-Plage », en février 1911, qu'il suggère pour la première fois que le littoral soit appelé « Côte d'Opale ». Né à Amiens le 10 décembre 1857, il est mort en 1936. Il fut président de la société académique du Touquet-Paris-Plage, fondée en 1906 par Maurice Garet.

### Square Jules-Pentier
(50° 31′ 07″ N, 1° 35′ 00″ E)

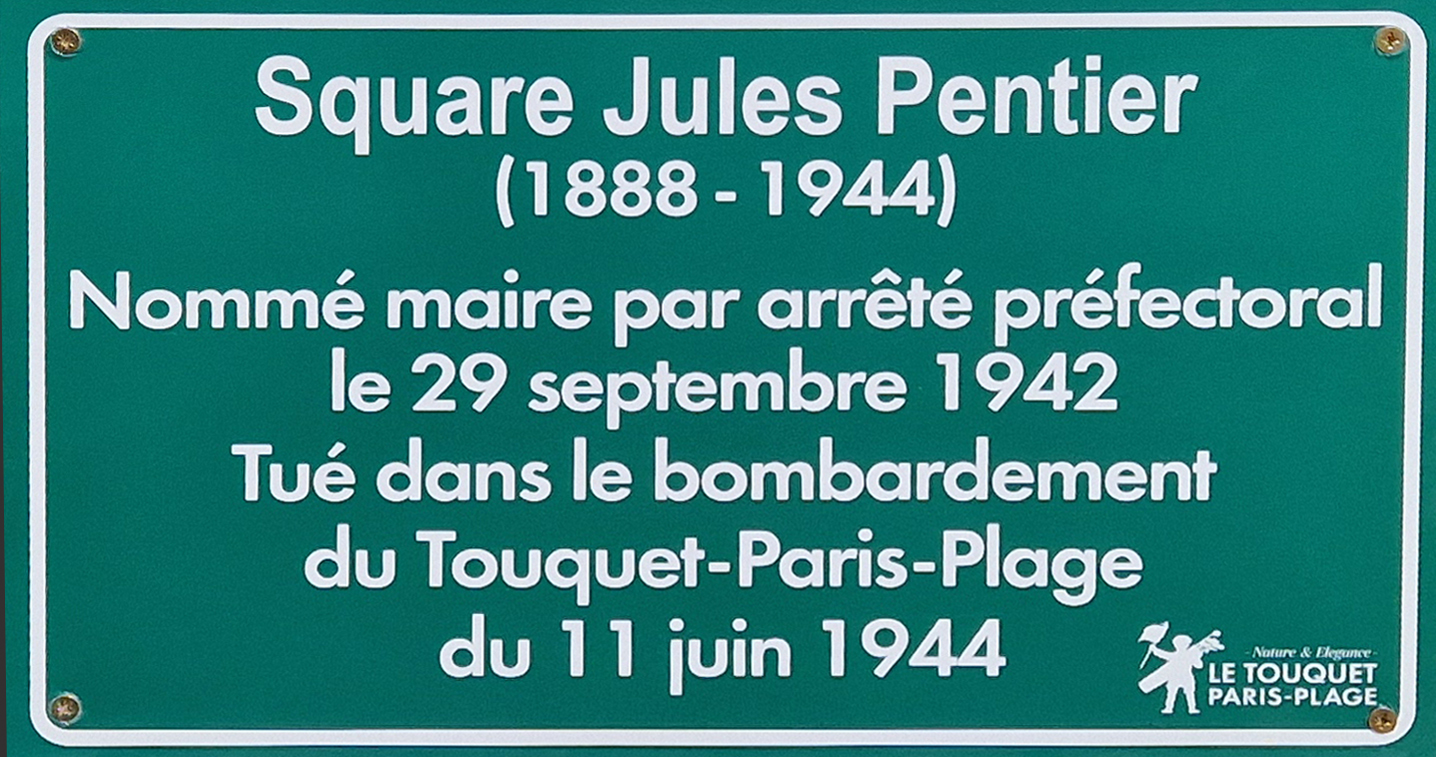

Ce square est situé à l'angle sud-est de la rue de Metz et de la rue de Montreuil.
Jules Pentier fut un entrepreneur touquettois et maire du Touquet-Paris-Plage du 29 septembre 1942 au 11 juin 1944, tué à cette date lors d'un bombardement allié durant la Seconde Guerre mondiale.

### Square Paul-Rivet
(50° 31′ 26″ N, 1° 35′ 32″ E)

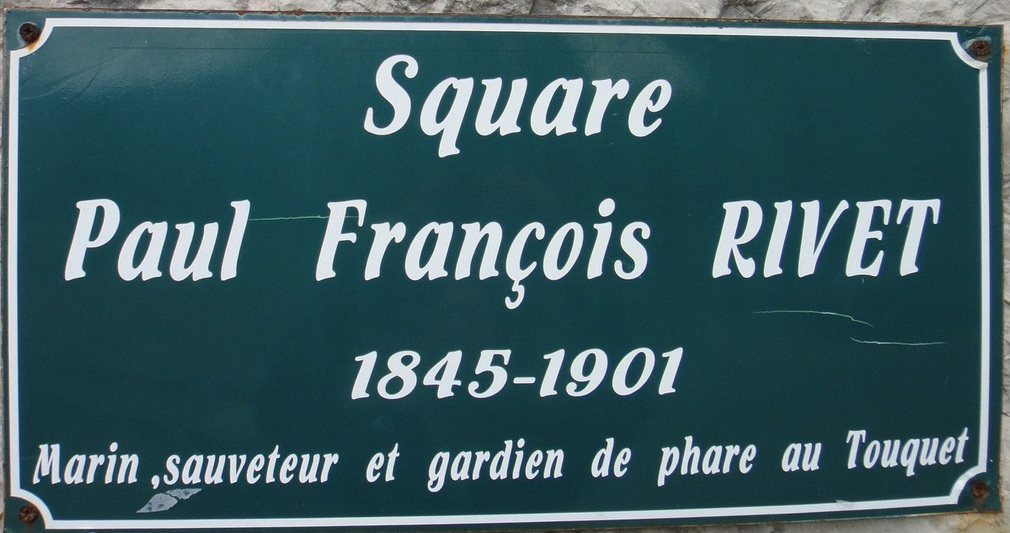

Ce square est situé au pied du phare de la Canche.
Il est inauguré en mars 2005, en mémoire de Paul Rivet, marin, sauveteur et un des premiers gardien des phares du Touquet de 1845 à 1901.

## Pour approfondir